# Hỉ Thiên điện ảnh
Hỉ Thiên điện ảnh (hay còn gọi là Công ty hữu hạn điện ảnh văn hóa Hỉ Thiên Bắc Kinh) là một công ty truyền thông, giải trí và điện ảnh có trụ sở tại Bắc Kinh. Công ty hoạt động chủ yếu trong các lĩnh vực: sáng tác điện ảnh, quản lý nghệ sĩ.

## Nghệ sĩ trực thuộc
Nam: Ngô Tú Ba, Lý Quang Khiết, Lâm Vĩnh Kiện, Vương Thiên Nguyên, Vương Thái Lợi, Đồ Tùng Nham, Lư Phương Sinh, Liễu Tiểu Hải, Lý Tử Phong, Huỳnh Hải Ba, Hạ Phàm, Cao Chí Đình.
Nữ: Vương Hiểu Thần, Trương Hâm Nghệ, Trương Thiên Ái, Vương Nhã Tiệp, Vương Viện Khả, Trịnh La Thiến, Lữ Hạ, Tống Tổ Nhi, Sài Uý, Vương Tử Thuần.